# Народ Црвене боје
Народ Црвене боје чине припадници предколумбијске архајске културе аутохтоног народа у регионима Нове Енглеске и Атлантске Канаде у Северној Америци, који је живео између 3000. године п. н. е. и 1000. године п. н. е.  Сматра се да су део архајског периода који се завршио пре око 3000 година са појавом керамичког периода. Име су добили по својим специфичним сахранама, у току којих су користиле велике количине окер пигмента (обично црвеног), за покривање тела мртвих и гробних предмета. Њихова култура сахрањивања била је разрађенија од било које касније културе на том подручју. У јужном делу њиховог живљења, наследила их је култура Сускуехана која је користила грнчарију, али у овој култури нема доказа о њиховим техникама обраде камена.
Овај вид сахрањивања познат је и као Мурхедова фаза Лаурентијанске традиције или Мурхедова традиција сахрањивања по Ворену К. Мурхеду који је на њих нашироко скренуо пажњу америчких научника.
Откриће сличних локалитета и артефаката у Европи из истог периода навело је неке научнике на идеју о могућности да је Народ црвене боје постојао у оквиру шире северноатлантске културне традиције. Ова хипотеза, ако би се потврдила, могла би да послужи као потврда хипотезе да су Нордијци под Ериком Црвеним и Лејфом Ериксоном, као и Западноевропљани као Свети Брендан, Џон Кабот и Кристофер Колумбо, поседовали нека претходна знања о земљама западно од Исланда и Гренланда.
Конзервативне теорије, с друге стране, тврде да ове сличности нису ништа друго до коеволуциони развој који се одвијао истовремено на различитим континентима.

## Алтернативни називи и потомци
Алтернативно Народ црвене боје  се може назвати према периоду у којем је живео,  као:   
- „поморски архаици“ (наглашавајући приморску и поморску културу)
- „касни архаици“ (наглашавајући време и остављајући отворену могућност сезонског живљења у унутрашњости)

Иако ови термини често покривају  период дужи од 7000. године пре нове ере до 1000. године нове ере, постоји више хипотеза о томе који би каснији народи могли бити њихови потомци, али због мало археолошких доказа немогуће је подржати било коју хипотезу. 

## Научно истраживање
Гробови са црвеном бојом били су познати још 1840-их, али прво научно испитивање обављено  је 1892. године од стране Чарлса Вилигбија из Музеја археологије и етнологије Пибоди на Универзитету Харвард. Вилигби је резултате истраживања приказао на Светској колумбијској изложби у Чикагу 1893. године То је привукло пажњу Мурхеда, који је извршио додатна ископавања и објавио своје извештаје са ових окације од 1912. до 1920-их. Он је описао људе као старије од других култура тог подручја.
Археолози у Мејну који непрекидно изучавају предевропскоу прошлости, често су мењали некада прихваћене хипотезе. Међу овима је и хипотеза о природи такозваних  народ Црвене боје  нису били припадници посебне расе  већ људи из разних група Индијанаца које су се десиле на овај простор Северне Америке и који су своје мртве сахрањивали уз примену црвеног окера између 6000. и 2000. године п. н. е. Они се сматрају раним домороцима Мејна који су  мигрирали са обале Атлантског окена у унутрашњост на сезонској основи. 
Док се за разлику од западноевропско друштва које је писмено друштво у великој мери истраживања могу ослањати на писани записа, истреаживања индијанских друштава, која су традиционално неписмена, у многоме зависи од усменог преноса. Када се истражују таква друштва археолози се уместо писаних записа ослањају на артефакте, остатке хране, положај локалитета и друге показатеље људског понашања, који се могу или не морају слагати са литерарним или усменим доказима. То само по себи не даје никакво објашњење које је уверљивије од другог. 
Када је почела фаза примене  угљеничном датирања, анализа откривених артефаката утврдила је је да су народи Црвене боје  били припадници претколумбијска домородачка култура која је заузимала велики део територије који се протеже од Нове Енглеске до Лабрадора. Они су се на овом простору бавили пецањем и ловом дуж морске обалеа и река пре 7000. до 9000 године. 
У почетку се сматрало да је то једна миграциона група која је прошла кроз североисточни регион, која је према др Дејвиду Сангеру са Универзитета у Мејну није једна дискрециона раса, већ савез одвојених група које су насељавале исту општу област у исто време и делили исте погребне обичаје - конкретно, ритуалну употребу црвеног пигмента окера (и вероватно и друге погребне обичаје као што је фарбање тела у црвено). 
Докази су даље показали да су Народи црвене боје  достигли свој врхунац културног развоја између 5000 и 3000 година п. н. е. и да су се изједначили са европским колегама у иновативним техникама израде алата од камена и кости, као и развоју софистицираних навигационих вештина хиљадама година пре него што су Викинзи почели своја историјска путовања на запад. 
Многа њихова приобална насеља показују доказе о боравку током целе године, а њихово смеће одражава исхрану морском рибом, анадромних риба (морске рибе које пливају узводно да би се размножавале), шкољки, меса, бобица, жира, орашастих плодова, корена и рибе сабљарке  (коју су највероватније ловили на копље из чамца). 
Научници верују да су припадници овог народа пратили сезонски или годишњи облик окупљања током којих су унутрашње групе биле позвиване да учествују у риболову или лову, можда аналогно савременим духовним окупљањима.
Данас археолози знају много више о временском периоду који представљају такозвани људи црвене боје.
- Прво, откривено је  да никада није постојало изгубљено племе народа Црвене боје.  Археолози данас овај термин користе  за гробни комплекс - или само један аспект културе.  Као што не можемо да знамо о свакодневном животу у Египту само на основу онога што се налази у пирамидама, тако морамо да сагледавамо и све аспекте културе архајског периода да бисмо разумели посебну природу гробља. племена народа Црвене боје
- Друго, знамо да су ова места заиста стара — датирају између 4.500 и 3.800 година и представљају један временски период дуге традиције церемонијализма сахране у Северној Америци.  Широм Северне Америке током архајског периода многе културе су сахрањивале своје мртве уз сложене церемоније.  Црвени окер - црвена боја - коришћен је у сахрањивању у многим областима, а традиција је чак откривена на палеолитским налазиштима у Европи старим 25.000 година и Аустралији пре више од 40.000 година.
- Треће, у Мејну је ископано неколико насеља из архајског периода на основу којих знамо много више о томе како су људи живели.  Локације дуж обале, на којима је ископана шкољкуа Тафт Поинт (од стране истраживача Абеовог музеја), документује обрасце живота и насељавања из периода касног архаика.  У то време, староседеоци дуж обале су се концентрисали на пецање морских ресурса као што су сабљарка и бакалар, и лов на јелене.  Дуж река, водопада и ушћа потока налазила су се рибарска станишта.

Мистерија Народа црвене боје говори више о тумачењу археолошких записа него било шта друго.  Превођење археолошких култура, дефинисаних типовима оруђа откривених у ископавањима, у циљу разумевања живота древних људи, није једноставан задатак.  Такође и археолошке „културе“ могу се протезати хиљадама година.  Промена облика алата која се чини изненадна може заиста бити доказ прилагођавања и промена многих људских генерација.

## Културни и духовни утицај
На основу обима трговинске размене за коју се зна да се протезала од њујоршке стране језера Шамплејн до Њуфаундланда и Лабрадора, сматра се да је културни утицај народа Црвене боје обухватио већи део овог географског подручја, а њихова посмртна традиција употребе црвеног окера  имала је утицај на културе чак и изван наведеног региона. 
- Региони Северне Америке у којима су откривени гробови народа Црвене Боје
- Атлантска Канада
- Нове Енглеске

Без писаних трагова на који би се археолози и историчари могли позивати, научници могу само да нагађају зашто су ови древни поморци рутински покривали своје мртве и гробне ствари црвеним окером, чинећи њихову традицију сахрањивања сложенијом од било које наредне културе са овог подручја. 
Међутим, употреба окера у погребној пракси позната је у многим културама света, укључујући староседеоце Аустралије, Јужне Африке, Европе и Азије. У овим и другим окружењима, црвени или жути окер је препознат као почаст на гробницама и користио се за духовно прочишћење и личну заштиту.  На основу наведеног сматра се да је са духовним светом овај обичај могао еволуирати у свеобухватну побожност видљиво приказану на њиховим телима.

## Историјски и културни значај
Иако се релативно мало зна о овим праисторијским народима, оно што се зна чини њихов историјски и културни утицај на Северну Америку немерљивим. Они су можда били најмоћнији подстицај културног развоја у праисторијској Северној Америци — ако не и на западној хемисфери. 
Стицање вештина и знања потребних за изградњу једрењака способних за пловидбу Атлантским океаном хиљадама година пре него што су поседовале културе на истоку, сврставају их међу прве познате путнике на свету; а можда и прве на западној хемисфери. 
Упоредо са конструкцијом пловила и навигационим рачунањем, народи Црвене боје су развили риболовне алате и технике, што је им је омогућило лов велике рибе на отвореном мору и језерима. 
Ова технолошка достигнућа не само да су у великој мери допринела односу човечанства са животном средином, већ су и проширила њихову колективну свест о границама могућег.
Од 1930-их, општи консензус међу археолошком заједницом је да су први људи који су заузели Северну и Јужну Америку били група под називом Кловис култура; група за коју се верује да је мигрирала у Северну Америку прешавши Берингов копнени мост од Сибира до Аљаске на крају леденог доба, пре око 11700 година. Од онога што је познато до сада, Кловис културу суформирале мале групе, које су се кретале у потрази за бољим ловачким локалитетима, увек у подручјима са довољно воде да преживе. Пронађени су неки артефакти који дају назнаке о томе како су живели, а и неких који објашњавају њихов начин сахране.
Први записи у дневнику европских досељеника детаљно описују китњасте и понекад застрашујуће слике лица и тела које су уобичајене за домороце које су срели. 
Али тек 1937. археолози су открили да ова пракса сеже најмање 7000 година уназад до места које се сматра комплексом мртвачница црвеног окера, које припада групи која је прикладно названа „култура црвеног окера“, која је владала широм данашњег Илиноиса, Индијане, Охаја и Мичиген позната по томе да су њени припадници украшавали своје живе и мртве  црвеним окером. 
Пошто су народи Црвене боје били једина позната група присутна на том подручју у то време и врло вероватно прва култура у Северној Америци која је ритуално користила црвени окер, чини се очигледним њихово ширење духовности међу домородачким становништвом. 
Да ли су народи Црвене боје  успоставили концепт духовности и њеног изражавања кроз осликавање тела у Северној Америци? Ниједан друга предпоставка не изгледа вероватнија.